# Arnold van Brescia

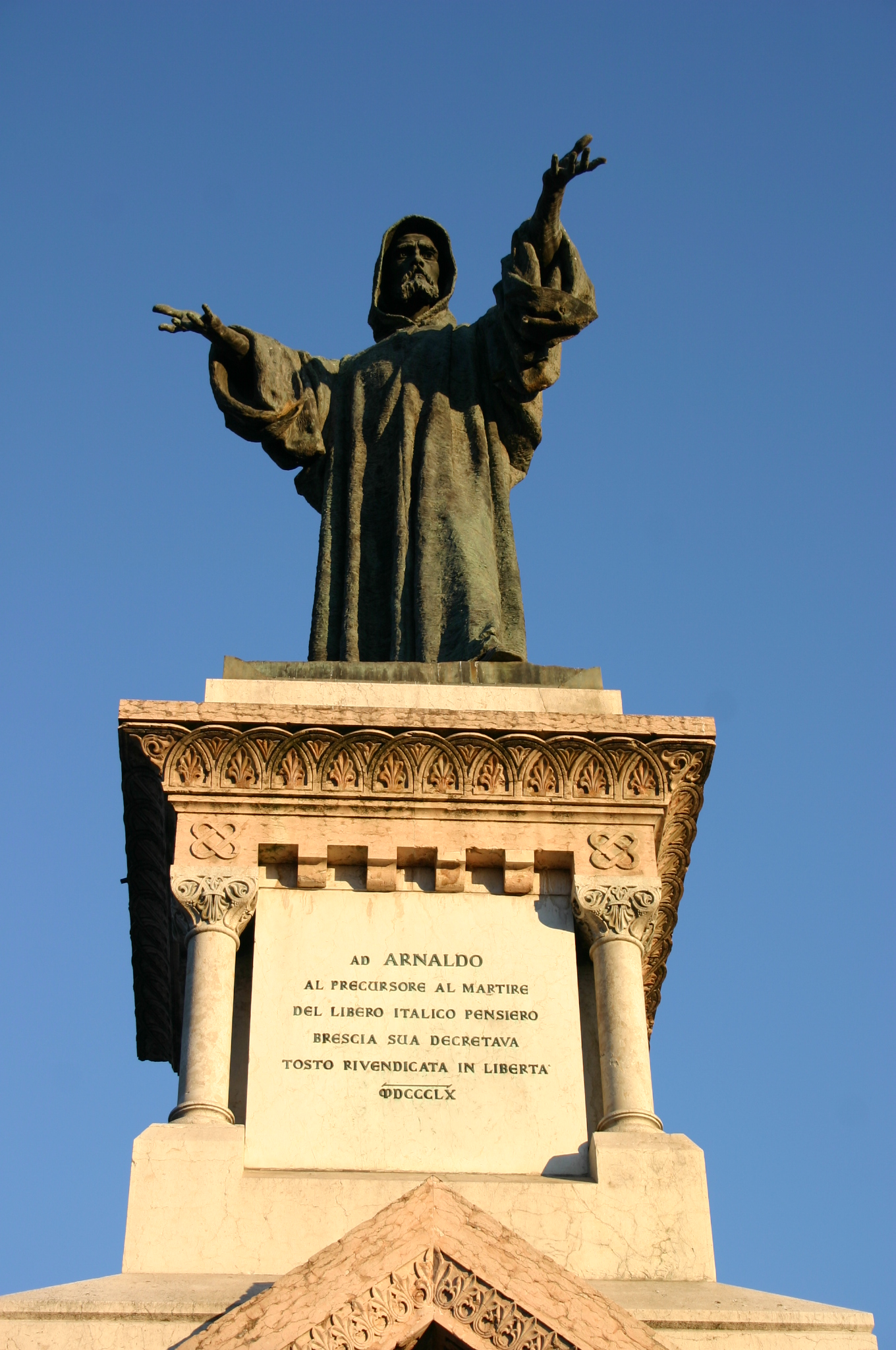
Monument voor Arnold van Brescia
(1882), Odoardo Tabacchi, Piazzale Arnaldo in Brescia

Arnaldo de Brescia of Arnold van Brescia in het Nederlands (Brescia, 1090 - Rome, 18 juni 1155) leefde in het jaar 1140 als geleerd man in Italië en was een tijdgenoot van Bernard van Clairvaux. Hij werd beïnvloed door Petrus Abaelardus, wiens lessen hij als student in Parijs gevolgd had.
Arnold knoopte aan bij een volksbeweging in Lombardije, die vond dat volledige bezitloosheid noodzakelijk was om zaligheid te verwerven.
Arnold eiste dat de Kerk zou afzien van wereldse bezittingen en van macht. Hij verwierp elke vorm van kerkelijke heerschappij.
In 1145 greep hij de macht in de stad Rome, en vestigde een Romeinse Republiek naar het model uit de Oudheid, met een consul en een senaat aan het hoofd. Tien jaar wist hij zich staande te houden, maar in 1155 hernamen pauselijke troepen de stad.
Hij werd door ophanging ter dood gebracht op bevel van paus Adrianus IV in 1155, maar de kritiek op de macht van de kerk en de prediking van strenge ascese was niet te stoppen. In 1882 richtte zijn geboortestad Brescia in Lombardije een monument voor hem op.